# Kasseistrook van Pont-Thibaut
De kasseistrook van Pont-Thibaut (Frans: Secteur pavé de Pont-Thibaut) is een kasseistrook uit de wielerwedstrijd Parijs-Roubaix, gelegen in de Franse gemeente Ennevelin.
De strook is in totaal 1400 meter lang. Ze bevindt zich in de finale van de wedstrijd en is als 3-sterrenstrook een relatief gemakkelijke strook.
In 2014 is de kasseistrook van Pont-Thibaut opgenomen in vijfde etappe van de Ronde van Frankrijk. Tijdens Parijs-Roubaix 2025 schatte Tadej Pogačar een bocht op deze strook verkeerd in waarna hij viel en zijn ketting eraf viel. Mathieu van der Poel hield de bocht wel en vervolgde zijn weg solo naar zijn derde opeenvolgende overwinning.
27: Troisvilles à Inchy · 
26: Viesly à Quiévy · 
25: Quiévy à Saint-Python · 
24: Saint-Python · 
23: Vertain à Saint-Martin-sur-Écaillon · 
22: Capelle-sur-Écaillon à Ruesnes · 
21: Aulnoy-lez-Valenciennes - Famars · 
20: Famars à Quérénaing · 
19: Quérénaing à Maing · 
18: Maing à Monchaux-sur-Écaillon · 
17: Haveluy à Wallers · 
16: Bos van Wallers-Arenberg · 
15: Millonfosse à Bousignies · 
14: Brillon à Tilloy-lez-Marchiennes · 
14: Tilloy à Sars-et-Rosières · 
13: Beuvry-la-Forêt à Orchies · 
12: Orchies · 
11: Auchy-lez-Orchies à Bersée · 
11: Mons-en-Pévèle · 
10: Mérignies à Avelin · 
9: Pont-Thibaut à Ennevelin · 
8: Templeuve - L'Épinette · 
8: Templeuve – Moulin-de-Vertain · 
7: Cysoing à Bourghelles · 
6: Bourghelles à Wannehain · 
5: Camphin-en-Pévèle · 
4: Carrefour de l'Arbre · 
3: Gruson · 
2: Willems à Hem · 
1: Roubaix